# W Coronae Australis
W Coronae Australis är en halvregelbunden variabel av SRB-typ i stjärnbilden Södra kronan.
Stjärnan varierar mellan visuell magnitud +9,7 och ungefär 10,6 med en period av 124,8 dygn.